# Maquinchao
Maquinchao is een plaats in het Argentijnse bestuurlijke gebied Veinticinco de Mayo in de provincie  Río Negro. De plaats telt 2.179 inwoners.